# Klinkrade
Klinkrade ist eine deutsche Gemeinde im Kreis Herzogtum Lauenburg in Schleswig-Holstein südwestlich von Lübeck.

## Geschichte
Der Ort wurde erstmals 1230 im Ratzeburger Zehntregister erwähnt. Die heutige Gemeinde entstand am 1. April 1936 aus der Zusammenlegung von Groß und Klein Klinkrade.

## Politik

### Gemeindevertretung
Von den neun Sitzen in der Gemeindevertretung hat die Wählergemeinschaft AAW seit der Kommunalwahl 2023 5 Sitze und die KfK 4 Sitze.
An der Spitze der Gemeindevertretung steht ein Bürgermeister, der von der gewählten Kommunalvertretung bestimmt wird.

### Wappen
Blasonierung: „In Silber eine eingebogene grüne Spitze, vorn ein grünes dreiblättriges Kleeblatt, hinten ein grünes Wagenrad, unten ein goldener Baumstumpf.“